# 多处理器规范
面向x86架构的多处理器规范（英語：MultiProcessor Specification，缩写MPS）是一个开源标准，描述了使操作系统和固件能够在多个x86兼容处理器的多元處理配置中运作的增强。
该规范的1.1版本于1994年4月11日发布。1.4版本于1995年7月1日发布，其增加了扩展配置表，以改进对多个PCI总线配置的支持，并提高可扩展性。
MP规范涵盖高级可编程中断控制器（APIC）架构。
Linux内核和FreeBSD已知支持英特尔MP规范。
一个名为“mptable”的实用程序可用于检查主板上的MP规范表。
現時大多数计算机支持高级配置与电源接口（ACPI），MPS基本上已被ACPI取代。在不支持ACPI的计算机或操作系统上，MPS仍可发挥作用。